# Dio, come ti amo
Dio, come ti amo è il brano musicale vincitore del Festival di Sanremo 1966. La canzone fu presentata al Festival in doppia esecuzione da Domenico Modugno (che ne era anche l'autore) e Gigliola Cinquetti.

## Descrizione
Il brano venne pubblicato nel gennaio 1966 da Modugno sul 45 giri Dio, come ti amo/Io di più e dalla Cinquetti sul singolo Dio, come ti amo/Vuoi, mentre il mese successivo Iva Zanicchi pubblicò una sua versione nel disco tascabile allegato alla rivista Pop Il ragazzo della via Gluck/Dio, come ti amo (il lato A era cantato da Giorgio Gaber); nello stesso mese Patrizia Borgatti la incise in una versione arrangiata da Iller Pattacini nell'album Sanremo '66, pubblicato dalla Dischi Ricordi, con alcune canzoni che avevano partecipato all'edizione di quell'anno del Festival di Sanremo.
Sempre a febbraio Modugno inserì il brano nell'album Dio, come ti amo; nel 1968, dopo il passaggio alla RCA Italiana, ne registrò una nuova versione per l'album Domenico Modugno, con il titolo riportato senza virgola in copertina.
La versione originale venne inserita dalla Curci nella raccolta Il meglio di Domenico Modugno, e successivamente nel 1975 nell'antologia Piange... il telefono e le più belle canzoni di Domenico Modugno; fu stampata in cd nel 1991 nella raccolta L'amore e l'allegria. La versione RCA invece fu inserita nel 1983 nella tripla antologia L'album di Domenico Modugno.
Modugno presentò questa canzone all'Eurovision Song Contest 1966, classificandosi però all'ultimo posto con 0 punti.
Modugno ha interpretato versioni in inglese, francese, spagnolo e tedesco. Gigliola Cinquetti ha interpretato versioni in francese e spagnolo. In America Latina e - soprattutto - in Brasile, il brano interpretato dalla Cinquetti ha riscosso un enorme successo di vendite.
Il brano ha avuto una trasposizione cinematografica (in gergo chiamata musicarello) con la regia di Miguel Iglesias, che vedeva come attori, oltre alla Cinquetti, Carlo Croccolo, Carlo Taranto, Raimondo Vianello e Nino Taranto.

## Cover
- Nel 1966 Violeta Rivas registra una cover in spagnolo (Rca Victor, 31 A 0846), intitolata Dios! cómo te amo per l'Argentina, Ecuador e Perù, che inserisce nell’album Violeta Rivas interpreta canciones del Festival de San Remo 1966 (RCA Victor, AVL - 3650)[senza fonte]
- Nel 1969 Mirla Castellanos registra una cover in spagnolo, intitolata Dios cómo te amo per l’album Historia musical de la primerísima Mirla Castellanos (Velvet, LPV-1517)[senza fonte]
- Nel 1993 è stata eseguita all'interno della trasmissione televisiva Non è la RAI dalla cantante Antonella Tersigni e interpretata sul palco da Miriana Trevisan, successivamente inserita nella compilation Non è la Rai 2
- Nel 1997 Patrick Dimon inserisce la cover del brano nel suo album Special italiano per il mercato brasiliano (Polydisc, 482.323)[senza fonte]
- Nel 2009 Paola Turci inserisce una sua cover nell’album Attraversami il cuore (Universal Music Group, 3000198)[senza fonte]
- Nel 2016 Loredana Errore ne realizza una versione per l'album Luce infinita (Believe Digital, IDA011)[senza fonte]
- Nel 2019 il cantautore Peppe Voltarelli pubblica il disco Dio come ti amo, il cui singolo omonimo viene pubblicato dall'etichetta di New York Adesso in una nuova versione electro swing in collaborazione con i produttori parigini Bart & Baker.[11][12]